# Eudonia entabeniensis
Eudonia entabeniensis is een vlinder uit de familie grasmotten (Crambidae). De wetenschappelijke naam van deze soort is voor het eerst geldig gepubliceerd in 2004 door Maes.
De soort komt voor in tropisch Afrika.